# François Dumont
François Dumont (ur. 19 października 1985 w Lyonie) – francuski pianista, laureat wielu konkursów pianistycznych.

## Życiorys
Gry na fortepianie uczył się w Konserwatorium Paryskim i Międzynarodowej Akademii Pianistycznej Lago di Como we Włoszech.
W trakcie swej kariery osiągnął sukcesy na wielu konkursach pianistycznych:
- Międzynarodowy Konkurs Pianistyczny Steinwaya (2002) – I nagroda
- Międzynarodowy Konkurs Muzyczny im. Królowej Elżbiety Belgijskiej – finalista
- Międzynarodowy Konkurs im. Vlado Perlemutera (2007) – III nagroda
- Międzynarodowy Konkurs Pianistyczny im. Jeana Françoix (2007) – I nagroda
- Międzynarodowy Konkurs Pianistyczny w Hamamatsu (2009) – IV nagroda
- XVI Międzynarodowy Konkurs Pianistyczny im. Fryderyka Chopina (2010) – V nagroda

Występuje w wielu krajach Europy, a także w USA, Japonii, Meksyku i Brazylii. W 2011 brał udział w festiwalu Chopin i jego Europa. Autor kilku płyt, na których znalazły się utwory m.in. Wolfganga Amadeusa Mozarta, Josepha Haydna, Antonína Dvořáka i Fryderyka Chopina.